# Rick Jones (Ultimate Marvel)
Rick Jones fa la sua prima comparsa alla fine del volume Ultimate Origins per poi essere approfondito all'interno della testata di Ultimate Comics: Spider-Man e della trilogia Nemico. Al contrario di altri personaggi dell'Universo Ultimate, Rick ha pochissimi rimandi alla sua controparte classica: è l'araldo degli Osservatori e ma è ancora molto poco pratico della sua nuova funzione.

## Biografia
Rick Jones è un normale ragazzo che vive nei Queens con la sua famiglia quando un giorno all'improvviso viene pervaso da una scarica di energia di provenienza ignota che lo manda in coma per mesi. Questo incredibile e drammatico avvenimento accade qualche tempo prima dell'attacco di Magneto alla Terra e dell'Onda Ultimatum.

### La nascita di Nova
A sei mesi di distanza da Ultimatum, Rick si risveglia dal coma e torna a casa dai suoi che lo riaccolgono con gioia. Presso il quartiere si erano nel frattempo diffuse le solite malelingue che presentavano il ragazzo come tossicodipendente. May Parker, zia di Peter Parker e loro vicina va a trovare la madre di Rick, Marion, per dimostrarle il suo sostegno e la donna colpita da quel gesto di gentilezza le spiega che le voci su suo figlio erano completamente errate: lei pensa che sia un mutante e che a mandarlo in coma siano stati i suoi stessi poteri quando si sono attivati mesi prima.
Nel frattempo Rick ha una visione di uno strano obelisco sormontato da un grosso occhio.
La sera stessa, May chiede a Peter, Johnny Storm e Bobby Drake di indossare i propri costumi e di recarsi da Rick in modo da poterlo aiutare a gestire la situazione.
Il giorno dopo avviene il fatidico incontro ma Rick non la prende proprio bene anzi alla vista di quella strana delegazione si spaventa non poco e attiva i suoi poteri, che lo fanno brillare di luce propria e spiccare il volo; dopo una breve fuga viene agguantato da Peter ed è in quel momento che il suo potere si attiva teletrasportandoli in un altro luogo.
Terminato il viaggio durato alcuni secondi i due si schiantano contro la vetrata di una tavola calda e scoprono di essere finiti ad Ann Arbor, in Michigan a circa 980 km da New York.
Fatto ritorno a casa sempre sfruttando i suoi nuovi poteri, Rick deve affrontare il confronto con i tre supereroi che pretendono una spiegazione: il giovane spiega loro di non essere un mutante ma che quei poteri gli sono stati donati da un occhio, un occhio rosso posto sopra una colonna di pietra. A quelle parole Johnny Storm rammenta allora un episodio avvenuto durante una missione presso la base del Progetto Pegasus nel Wyoming, prima della catastrofe di Ultimatum. Un essere molto simile a quello descritto da Rick, definitosi come l'Osservatore, aveva comunicato la necessità di eleggere un araldo da porre in difesa dell'universo a causa del sopraggiungere di una grande minaccia.
L'ex-membro dei Fantastici Quattro rivela quindi che Rick Jones altri non era che quell'araldo, l'eletto degli Osservatori.
Decisamente incredulo e costernato da tale rivelazione, non sapendo assolutamente che fare e trovando i consigli dei tre non utili, Rick decide di dirigersi in Wyoming e trovare informazioni. Con, loro malgrado, Spider-Man, la Torcia e l'Uomo Ghiaccio al seguito, trova la base segreta assaltata da una vecchia conoscenza dei Fantastici Quattro, la Squadra del Serpente.
Nella battaglia che ne consegue, alla quale Rick inizialmente non vuole averne a che fare, Rick viene a conoscenza di nuove varianti dei suoi poteri, cioè l'essere in grado di piegare lo spazio-tempo anche in aree limitate del suo corpo oltre che generare dei portali nello spazio.
Arrestate le criminali, Rick si scopre entusiasta della sua condizione e l'accetta in ciò che essa comporta.
Fatto ritornati a casa, Rick decide di compiere un viaggio per capire meglio che cosa e soprattutto chi è adesso, e questa decisione la prende con animo più sereno rispetto all'inizio, conscio dell'importanza di capire per quale motivo un essere come l'Osservatore gli avrebbe dato tali poteri. Dopo aver salutato la madre in lacrime nel vederlo andarsene dopo tanti mesi in cui credeva di averlo perduto, Rick si allontana in volo affermando di aver trovato anche un nuovo nome con cui farsi chiamare, come gli avevano suggerito i tre giovani supereroi, che è Nova.

### La minaccia di Reed Richards
Del tempo è passato dalla sua partenza da New York, e Rick Jones sta tornando sulla Terra. Ma non è la nostalgia a muoverlo bensì qualcosa di molto pericoloso, una grande minaccia suggeritagli dagli Osservatori stessi.
Ritorna così in piena notte ai cancelli del Progetto Pegasus ma vi trova una non gradevole accoglienza: data la condizione terribile che si è venuta a formare nelle ultime ore la Direttrice dello S.H.I.E.L.D. ha infatti approntato un piano per difendere i principali luoghi, sospettati di poter essere l'obbiettivo di un nuovo assalto, e la base in Wyoming è stata affidata al dottor Philip Lawson, ovvero all'alieno Kree Mahr Vehl, conosciuto come Capitan Marvel; pensando che sia un nemico Mahr Vehl lo attacca ma dopo un veloce scontro i due iniziano a parlare.
Rick gli spiega di essere stato contattato dagli Osservatori per avvisarlo che il tempo è giunto, che la distruzione è alle porte. Mahr Vehl dice di credergli nonostante ammetta di non aver ancora compreso le realtà misteriose che stanno dietro al discorso del ragazzo, quando all'improvviso il suo corpo comincia a cambiare: qualcosa sembra averlo posseduto portandolo ad assumere forme mostruose, simili alle creature aliene che avevano attaccato New York ore prima.
Ricomincia lo scontro tra i due e si protrae fino al teletrasporto di entrambi a New York, sulle macerie di ciò che rimane del Baxter Building. Su di esse prima del loro arrivo stavano svolgendo dei sopralluoghi Nick Fury e i tre Fantastici rimasti per determinare l'origine degli organismi carnosi e da dove potessero venire. Contro Mahr Vehl fuori di sé si scaglia Ben Grimm, mentre Rick, sbalzato giù dal palazzo, non avendo ancora il pieno possesso dei poteri degli Osservatori, viene salvato appena in tempo da Susan Storm tramite un campo di forza.
Sconfitto Mahr Vehl, tornato alla sua forma umana, le macerie poste sopra l'edificio iniziano a cadere in strada e Susan per proteggere e allontanare i passanti, usa i suoi campi di forza, solo che non fa in tempo a spostarsi a sua volta. I detriti la stanno per travolgere ma Rick Jones riesce a teleportarli via entrambi.
I due giungono nel Wyoming e laggiù scoprono gli alieni intenti a saccheggiare la base; a guidarli c'è un uomo che mai la Ragazza Invisibile avrebbe potuto credere capace di compiere tali atti di distruzione: Reed Richards.
Una volta venuta allo scoperto la ragazza cerca in tutti i modi di non far fuggire Reed arrivando anche ad usare i suoi poteri su di lui, ma il ragazzo le spiegò che neanche dieci minuti dopo la loro separazione, tempo addietro, aveva già capito come poterla neutralizzare. Le parla inoltre delle immense scoperte scientifiche che era riuscito a compiere e che le avrebbe usate per portare al compimento i propri ideali.
In difesa della ragazza si pone però Rick Jones che, dando sfoggio dei suoi poteri, danneggia il portale di Reed che inizia a risucchiare ogni cosa; pensando a mettere in salvo se stesso e Susan, Nova si teletrasporta nuovamente alla base Triskelion, dove la ragazza racconta i fatti accaduti al progetto Pegasus svenendo poco dopo a causa delle ferite.
Anche se in modo piuttosto doloroso e traumatico Susan riesce a riprendersi, e benché ancora un po' scossa dall'esperienza passata, vuole vedere gli archivi S.H.I.E.L.D. su ciò che riguarda le ricerche compiute in passato da Reed Richards, e Fury le dà l'accesso. Una volta aperto scaturiscono fuori decine e decine di file che Susan riconosce come dimensioni parallele alla loro che Reed aveva scoperte agendo da solo.
Susan spiega che attraverso un flashback avuto mentre si trovava in coma, ha ricordato delle sue intenzioni di voler trovare un modo che potesse fungere da base per un nuovo, inizio, un mondo in grado di fare "suo", evitandogli le medesime sofferenze e crudeltà che il loro mondo aveva subito. Capisce che è da uno di quei piani dimensionali che Reed porta avanti la sua crociata contro la terra, ma non saprebbe dire da quale; le viene però un'idea: analizzare dei campioni genetici di Capitan Marvel, essendo stato contaminato dagli organismi alieni dell'ex-Fantastic Four porterebbe ad individuarne l'origine.
Dopo alcuni attimi di titubanza, il guerriero Kree decide di fare come la donna gli ordina, ma il Triskelion subisce un nuovo attacco di Reed, Susan circonda tutti i presenti ovvero Nick Fury, Carol Danvers, Mahr Vehl, Ben Grimm, Johnny Storm e Rick Jones, con un campo di forza e a trascinarli sott'acqua, per far pensare al nemico di essere stati uccisi nell'attacco.
A quel punto Nova li teletrasporta nuovamente al Progetto Pegasus dove scoprono tramite Wendell Vaughn un laboratorio avanzato segreto in cui lavorare: la donna infatti è convinta di poter fermare Reed ha solo bisogno di tempo
Susan scopre però che le analisi su Mahr Vehl non bastano e invia la Torcia e Nova a cercare un frammento di quelle creature pandimensionali di Reed, e se nel caso si fosse imbattuto in qualche scienziato di portarlo da loro, sarebbe servito.
I due trovano il frammento presso uno degli edifici della Roxxon e in quello stesso luogo incontrano Spider-Man e Ultimate Jessica Drew|Spider-Woman che stavano indagando per conto loro riguardo ai crimini della multinazionale farmaceutica; con loro si trova pure il dottor Otto Octavius, meglio conosciuto come Dottor Octupus, che era stato posto a capo di un'équipe medica della Roxxon. Viste le circostanze Nova teleporta tutti loro al laboratorio di Susan.
Reed Richards sta proseguendo il suo piano nella fortezza da lui costruita nel settore 77 della Zona Negativa, una porzione inesplorata della prima dimensione alternativa scoperta dai Fantastic Four.
All'improvviso Benjamin Grimm fa la sua comparsa nella fortezza e gli fa una domanda sulla loro infanzia: Reed si stupisce di trovarlo li ma poi si ricorda che se Susan avesse avuto i mezzi giusti lo avrebbe sicuramente trovato. Benjamin però non si lascia distrarre e gli chiede di rispondergli. Reed da però conferma alle paure dell'ex-amico: lui è veramente Reed Richards, il suo amico di infanzia che afferma di aver fatto tutto ciò che ha fatto in assoluta lucidità. Gli dice di aver ottenuto una nuova e più veritiera visione del mondo.
Ben, dispiaciuto, gli dice di riguardare il mondo e a quelle parole, gli Ultimates, Nick Fury, Carol Danvers, i fratelli Storm, Mahr Vehl, Nova, Spider-Man, Spider-Woman, Octavius e un intero squadrone di agenti S.H.I.E.L.D. fanno irruzione scatenando una battaglia con le forze aliene di Richards.
Nell'infuriare dello scontro, Rick teletrasporta via tutti i macchinari dello scienziato privandolo dei suoi principali mezzi offensivi.
Reed, sfigurato in viso da una fiammata della Torcia, urla che avevano impedito la formazione di un mondo nuovo, un mondo che non avrebbe vissuto lo stupro della scienza. Dice che non capiscono ed è una cosa che lo uccide.
La fortezza ormai sta crollando e venendo risucchiata dall'atmosfera della dimensione. Un crollo maggiore, fa sbalzare Reed nel nulla e nessuno può fare qualcosa per impedirlo. Gli eroi salgono sull'eliveivolo e si apprestano a tornare nel loro universo.

### Hunger
Dopo mesi di lontananza dalla Terra, Rick Jones alias Nova, Araldo dell'Osservatore Uatu, decide di fare ritorno nella sua madre patria per riprovare la sensazione di mangiare un hamburger, nonostante non abbia bisogno di rifocillarsi data la natura dei suoi poteri donatagli in passato dallo stesso Uatu.
Rick non fa in tempo ad assecondare i suoi desideri che l'Osservatore lo riporta nello spazio per assolvere ai suoi doveri. Nova giunge così in un settore dell'universo, il 2310, dove sta avvenendo uno scontro tra le armate chitaure e quelle kree. Da eoni le due razze si fanno la guerra, pronti entrambi a pagare prezzi alti per la vittoria, come Rick ha modo di ascoltare non visto grazie ai poteri di Uatu.
In quel frangente giunge lo Sciame Gah Lak Thus, un insieme di robot senzienti, antichissimo e il cui unico scopo è di trovare energia e assorbirla, distruggendo ciò che rientra nel suo obbiettivo. L'ammiraglio Ro-nan dei kree chiede al suo parigrado chitauro, Kalxor, di cessare il fuoco e di concentrarsi sul comune nemico. Il Grande Ammiraglio, spinto dal suo rancore nei confronti dei kree, rifiuta irato.
Rick osserva l'attacco, sente gli alieni morire e decide di intervenire; Uatu lo avvisa sibillino che lo Sciame è solo l'inizio.
Infatti, esattamente viene rivelato dalle stesse navi kree e chitaure, un'anomalia energetica si sta verificando, lo spazio-tempo si disgrega, perdendo coesione.
Un flusso di energia investe la realtà e mentre Rick Jones ha delle visioni di suoi alter ego, l'Osservatore gli rivela che le realtà stanno collassando.
Una volta che l'anomalia ha cessato i suoi effetti si verifica un evento incredibile: da uno squarcio di luce fuoriesce le mastodontiche fattezze di Galactus, Divoratore di mondi di un universo alternativo e "alter ego" di Gah Lak Thus.
Subito lo Sciame, attirato dalla nuova fonte di energia, si dirige verso Galactus che, nonostante rimanga impassibile, dimostra un certo stupore per il nuovo mondo in cui si è trovato. Accade l'impensabile: dopo un tentativo di assorbire il colossale essere cosmico, lo Sciame si fonde con Galactus e ne diventa il nuovo araldo, con la missione di cercare e consumare.
Rick Jones si prodiga per salvare più vite possibili, sia chitaure che kree, portando lo stesso Grand Ammiraglio Kalxor a pensare il futuro delle loro tre razze in modo diverso, quando l'Osservatore lo avvisa dell'arrivo di Galactus nei pressi del pianeta dove si sono rifugiati. Gli dice che lui è l'unico che può salvarli dalla sua minaccia.
Il ragazzo è sfiduciato e non si sente all'altezza del compito di salvare l'universo ma il Divoratore scaglia lo Sciame contro il pianeta e Nova cerca di contrastarlo con la sua energia; esso è però troppo numeroso, troppo vasto e sta per soverchiarlo.
Solo l'intervento di Norrin Radd, Silver Surfer, viaggiatore, esploratore dell'universo, lo trae in salvo.
Unendo i loro poteri riescono a respingere lo Sciame. Surfer spiega a Rick, trasmettendogli conoscenza con il semplice tocco, chi egli sia e di come loro due possano percepire l'universo, siano cosmicamente consapevoli.
Vedendo Surfer, Galactus si avvicina ai due e decide di interagire con lui; Norrin dice a Rick di aiutare i feriti e di far evacuare tutti quelli che può. L'Araldo dell'Osservatore si teleporta nella nave di Ro-nan pensando che volesse fuggire ma il kree gli rivela che ha intenzione di tramutare la stella del sistema in cui si trovano in una supernova in modo da distruggere definitivamente la minaccia dello Sciame e del suo nuovo padrone. Distruggeranno anche i sistemi successivi per assicurarsi che ciò avvenga con sicurezza. Rick è costernato e gli dice che migliaia di chitauri verranno coinvolti. Ro-nan gli risponde che è suo onore e dovere uccidere i chitauri.
Silver Surfer cerca di far ragionare Galactus ma con scarsi risultati. Toccandolo comprende il suo essere e gli domanda come faccia a sopportare la fame che lo attanaglia. Galactus gli risponde semplicemente che lui è inevitabile, è il destino.
Ro-nan scatena la reazione che produce la supernova. Rick riesce a trarre in salvo Norrin Radd e la sua tavolo d'argento in tempo per evitare il colpo, mentre Galactus, che ammette il fascino del nuovo universo in cui si trova, lo affronta affermando che non cederà mai.
Giunti sulla Terra, precisamente sulle spiagge delle Bahamas, Surfer e Nova sentono nelle loro menti tutte le vite che si sono spente a causa della supernova e ne rimangono sconvolti. Uatu però li avverte che essa non è bastata a fermare Galactus.
Rick è scoraggiato, si sente responsabile per non essere riuscito a porre fine alla minaccia. Delle grida attirano la sua attenzione e quella di Surfer: un frammento di Gah Lak Thus ha attraversato il portale con loro e ha iniziato ad infettare i bagnanti.
In loro soccorso giunge Capitan Marvel, ovvero Mahr Vehl, il kree alleato degli Ultimates che risiede sulla Terra dalla prima volta che lo Sciame cercò di attaccare il pianeta. Grazie ai suoi studi è riuscito a sviluppare un'arma in grado di annientarlo e con risultati ottimi, difatti elimina facilmente il frammento affrontato da Surfer e Nova.
Mentre Norrin cerca di informare Mahr Vehl dei recenti sviluppi riguardo al Divoratore, Rick si allontana. Non trova la forza di continuare, non riesce ad accettare la sua condizione, non se ne sente all'altezza e non bastano gli incoraggiamenti di Surfer o i rimproveri del kree per dissuaderlo. Rick si teleporta a New York abbandonando i due.
Sul pianeta Hala, terra natia dei kree, si sta scatenando il putiferio a causa dell'arrivo di Galactus e Ro-nan dà il via all'evacuazione. Silver Surfer e Capitan Marvel giungono sul posto e il kree è sgomento non aspettandosi il mutamento subito dallo Sciame, ma è ugualmente deciso a fronteggiare la minaccia e a proteggere la sua madre patria.
Sulla Terra, Rick è tornato nel suo vecchio quartiere e scopre che Peter Parker è morto e che era lui Spider-Man. Ha modo di parlare con Mary-Jane che gli conferma ogni cosa. Lei gli dice che Peter lo considerava un bravo ragazzo e che se ne era andato perché doveva fare grandi cose. Mary gli domanda se le abbia fatte. Rick le risponde di no, ma che si appresta a compierle.
Ritrovata la fiducia e lo spirito giusto, Rick Jones parte per lo spazio dirigendosi su Hala. Norrin Radd e Mahr Vehl stanno affrontando il Divoratore ma senza il successo sperato. Galactus afferma che le loro armi sono inutili contro di lui. Riconosce nel suo avversario il kree omonimo del suo universo ed afferma che morirà esattamente come lui. Proprio in quel frangente Nova si frappone tra loro colpendo il Divoratore con la sua energia.
Nel farlo però si indebolisce e sta per essere preda dello Sciame. Mahr Vehl lo trae in salvo ma viene colpito al suo posto e solo i raggi energetici di Rick e Norrin riescono a liberarlo. Vedendo il kree ferito, Surfer intima a Rick di teleportarli su Hala.
Privo di forze Mahr Vehl afferma come Gah Lak Thus, un'arma creata dagli antenati della sua specie, si ora la loro fine. Rick gli domanda come possono fermarlo e lui gli risponde dicendo la sua armatura ha accesso ad un'arma in grado di fermarlo, ma spira tra le sue braccia, sul suolo del pianeta di cui provava tanta nostalgia.
Di fronte alla morte di Mahr Vehl, Rick decide di indossare lui stesso l'armatura e usare l'arma per porre fine alla minaccia. Lui è stato scelto per essere un eroe, mentre Mahr Vehl ha scelto di esserlo, affrontando Galactus e morendo per salvare la sua vita. Rick decide di salvare il popolo di Mahr Vehl e porre fine a tutto.
Una volta indossata l'armatura Rick Jones, ribattezzatosi Capitan Marvel, insieme a Surfer riparte contro Galactus. Ma scopre che se dovesse usare l'arma contro il suo nemico in quel momento coinvolgerebbe milioni di vittime innocenti. Decide di teleportare allora una delle arche di evacuazione, sotto richiesta di Ro-nan, lontano dal conflitto ma nel farlo si indebolisce e viene catturato da Galactus.
I tentativi di liberarlo falliscono e il computer dell'armatura gli consiglia di attivare l'arma nonostante le vittime che potrebbe coinvolgere. Rick rifiuta dicendo che ci deve essere un'alternativa. Mentre lo Sciame sta per circondarlo e assorbirlo, l'Osservatore gli mostra il luogo dove potrà usare l'arma di Mahr Vehl. Così il giovane terrestre da fondo ai suoi poteri e teleporta se stesso. Galactus e lo Sciame altrove.
Giunto in un luogo sicuro attiva l'arma che travolge Galactus. Hala è salva e lo Sciame è stato completamente distrutto ma ci sono delle conseguenze. Anche se indebolito il Divoratore di Mondi si sta dirigendo verso la Terra e Rick Jones si trova in una dimensione fuori dalla realtà in cui è finito quando ha combattuto contro Galactus.
Uatu è a fianco a lui e gli dice che per il momento non potrà fare ritorno perché altre cose devono avvenire, e che la minaccia al pianeta Terra non è più un suo problema. Rick gli chiede quale sarebbe il nuovo problema. Uatu sibillino gli risponde che lo vedrà.

## Altri media

### Videogiochi
Rick Jones compare in Marvel Avengers Academy.